# Basilique de Notre-Dame-des-Victoires
De Basilique de Notre-Dame-des-Victoires (Onze-Lieve-Vrouwe der Overwinningenbasiliek) is een rooms-katholieke basiliek in de Franse hoofdstad Parijs, gesitueerd aan de Place des Petits-Pères in het 2e arrondissement.

## Geschiedenis
De bouw van de basiliek, die behoorde tot een klooster van de Barrevoetsaugustijnen, begon in december 1629 met de plaatsing van de eerste steen door koning Lodewijk XIII. Hij was tevens degene die de bouw financierde en de naam bedacht, als dank aan Maria voor zijn overwinning in La Rochelle.
Het oorspronkelijke ontwerp was van de hand van de architect Pierre Le Muet. Het bleek echter al snel te klein te zijn, en de bouw begon opnieuw in 1642, ditmaal onder leiding van Libéral Bruant, Robert Boudin en Gabriel Le Duc. De - nog onvoltooide - kerk werd ingezegend in 1666. Er werd nog doorgewerkt tot 1737 door Sylvain Cartaud.
Tijdens de Franse Revolutie werden zowel het klooster als de kerk leeggeroofd en omgebouwd tot markt. Na afloop van de revolutie werd de basiliek weer in ere hersteld, en in 1809 werd de parochie opgericht. Het aantal parochianen was echter beperkt, vanwege het feit dat het bouwwerk midden in een zakenwijk stond. Onder pater Charles Eléonore Dufriche Desgenettes werd de Notre-Dame in 1836 een bedevaartsoord voor zondaars, hetgeen de bezoekersaantallen omhoog stuwde.
In 1858 werd het klooster afgebroken om plaats te maken voor een politiestation en het kantoor van de districtsregent. De kerk werd een basiliek in 1927. De diensten staan onder leiding van de benedictijners van de Sacré-Cœur van Montmartre.

## Architectuur
Opmerkelijk aan de basiliek is dat er geen zijbeuken te vinden zijn. In plaats daarvan bestaan de zijkanten uit kapellen die stuk voor stuk met elkaar in verbinding staan. Aan de linkerkant is het graf te vinden van de Florentijnse componist Jean-Baptiste Lully (1632-1687).
Het houtsnijwerk en de zeven schilderijen in het koor van de kerk zijn van de hand van Jean-Baptiste van Loo. Op een ander werk is Lodewijk XIII afgebeeld die de kerk aan de Heilige Maagd wijdt.